# Alopecosa fedotovi
Alopecosa fedotovi là một loài nhện trong họ Lycosidae.
Loài này thuộc chi Alopecosa. Alopecosa fedotovi được Charitonov miêu tả năm 1946.